# (3264) Bounty
(3264) Bounty ist ein ungefähr 16 Kilometer großer Asteroid des äußeren Hauptgürtels, der am 7. Januar 1934 vom Astronomen Karl Wilhelm Reinmuth aus dem NS-Staat an der Landessternwarte Heidelberg-Königstuhl auf dem Westgipfel des Königstuhls bei Heidelberg (IAU-Code 024) entdeckt wurde. Er gehört zur Themis-Familie, einer Gruppe von Asteroiden, die nach (24) Themis benannt ist.

## Benennung
(3264) Bounty wurde nach der HMS Bounty, einem britischen Kauffahrtsschiff, benannt. Die Admiralität schickte das Schiff 1787 unter Lieutenant William Bligh, nach dem der Asteroid (3263) Bligh benannt wurde, nach Tahiti, um Brotfruchtbäume für die Sklavenplantagen auf den Westindischen Inseln zu sammeln. Die Bounty wurde infolge der Meuterei auf der Bounty von den Meuterern zur Insel Pitcairn gebracht, wo das Schiff in einer Bucht, die heute als Bounty Bay bekannt ist, zerstört wurde. Der Zufluchtsort der Meuterer wurde 1808 zufällig von einem amerikanischen Walfänger entdeckt, dort wurde ein Überlebender der Meuterer gefunden.
Der Name wurde von Gareth Vaughan Williams vorgeschlagen und von Edward L. G. Bowell gebilligt, der den Asteroiden endgültig identifizierte.